# Tomás de Torquemada
Tomás de Torquemada (Torquemada ou Valladolid, 14 de outubro de 1420 — Ávila, 16 de setembro de 1498), alcunhado o Grande Inquisidor, foi o Inquisidor-Geral espanhol, descendente de conversos dos reinos de Castela e Aragão no século XV e confessor da rainha Isabel, a Católica. Ele foi  descrito pelo cronista espanhol seu contemporâneo Sebastián de Olmedo como "o martelo dos hereges, a luz de Espanha, o salvador do seu país, a honra da sua ordem". Torquemada é conhecido por sua campanha contra os judeus e muçulmanos convertidos da Espanha. O número de execuções durante o mandato de Torquemada como inquisidor é muito controverso, mas o número mais aceito é normalmente 2 200.[carece de fontes?]
Ainda jovem, tornou-se frade dominicano no Convento de São Paulo em sua cidade natal. Em 1452 foi eleito prior do Convento de Santa Cruz, em Segóvia. Era sobrinho do cardeal Juan de Torquemada, igualmente dominicano.
O seu nome tornou-se sinónimo em geral, e na herança judaica em particular, de fanatismo e crueldade ao serviço da Igreja.

## Biografia

### A situação política e religiosa na Espanha
Na segunda metade do século XV, a Península Ibérica tinha mais judeus convertidos do que qualquer outra região do mundo. Ocupada durante séculos pelos muçulmanos, que concediam aos judeus e cristãos liberdade de culto a troco de um imposto especial, a Península Ibérica tornou-se um refúgio ideal e palco de uma intensa troca civilizatória entre elementos das culturas cristã, muçulmana e judaica. Entre os frutos desse intercâmbio, destaca-se a astrologia, quase desaparecida da Europa durante alguns séculos e que retorna ao continente exatamente pela via do contato com o mundo islâmico, na região do Mediterrâneo.
Com a progressiva unificação da Espanha (resultado da união dos reinos de Leão e Castela e, mais tarde, destes com Aragão) os muçulmanos e os judeus foram gradualmente "empurrados" para o sul, obrigados a migrar para o Marrocos ou forçados pelas circunstâncias a se tornarem cristãos, porém, tal conversão era sempre vista com desconfiança, já que alegadamente estas pessoas continuavam em segredo a praticar seus antigos cultos.[carece de fontes?]

### Inquisição Espanhola e Torquemada
Com o casamento de Fernando de Aragão com Isabel de Castela, os dois reinos uniram-se e a Espanha moderna começou a formar-se. Nessa época, no ano de 1478, Torquemada era frade dominicano  e confessor de Isabel, função que exercia desde 1474. Em 1483, por nomeação do papa Sisto IV, Torquemada torna-se Inquisidor-Geral espanhol.
Torquemada difundia que os judeus não eram confiáveis e que o país precisava possuir apenas sangre limpia, ou seja, sangue puramente cristão. O objetivo da Inquisição era a erradicação da heresia, o que, para Torquemada, era sinônimo de eliminação dos marranos. Para estimular as delações, a Inquisição chegou a publicar um conjunto de orientações que ensinava os católicos a vigiar os seus vizinhos e a reconhecer possíveis traços de judaísmo:
"Se observar que os seus vizinhos vestem roupas limpas e coloridas no sábado, eles são judeus.
Se eles limpam as suas casas às sextas-feiras e acendem velas mais cedo do que o normal naquela noite, eles são judeus.
Se eles comem pão ázimo e iniciam a sua refeição com aipo e alface durante a Semana Santa, eles são judeus.
Se eles recitam as suas preces diante de um muro, inclinando-se para frente e para trás, eles são judeus."

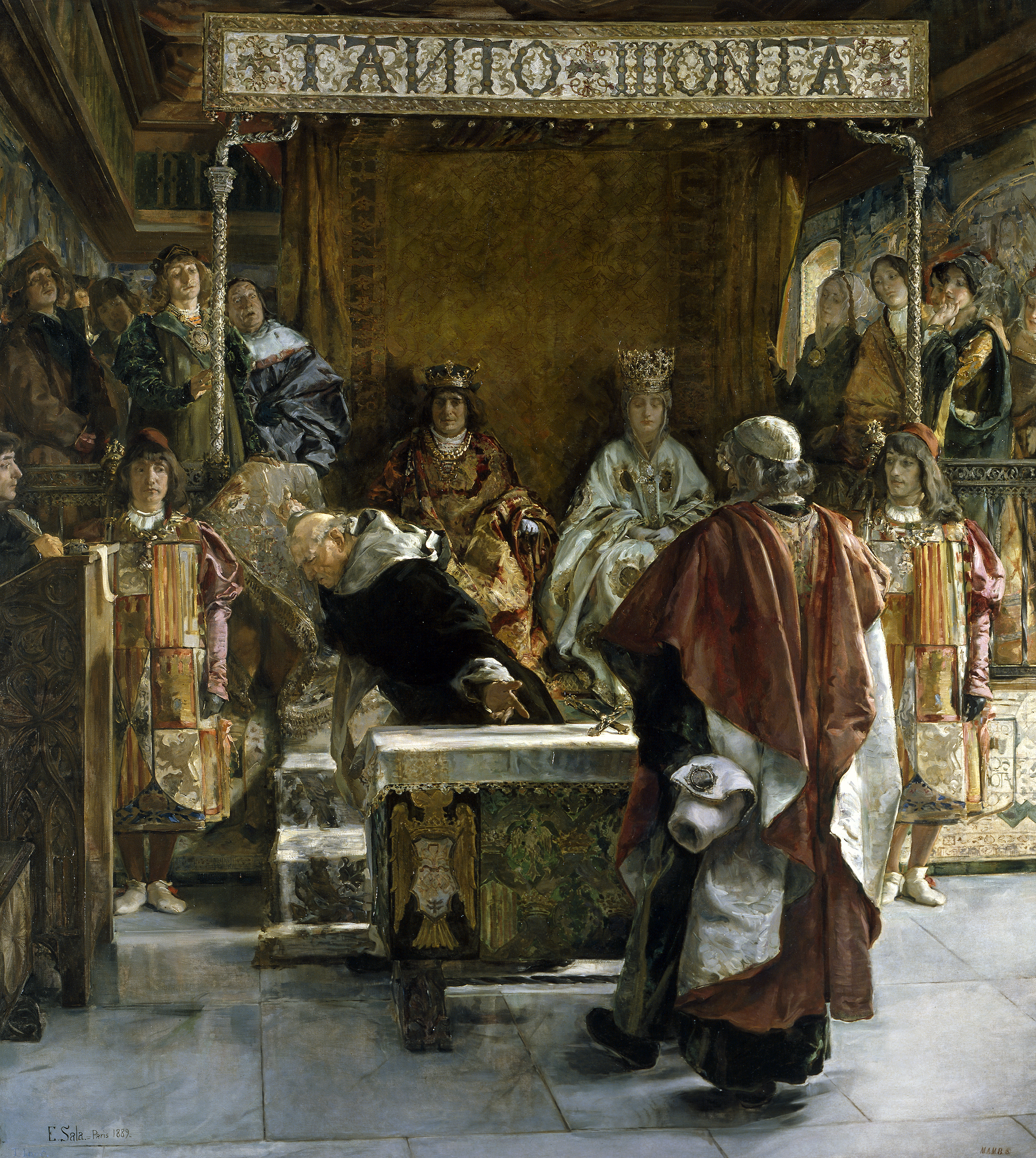
A obra retrata Torquemada na presença dos reis católicos, instando-os a expulsar os judeus dos seus reinos, o que foi feito em 1492, ano em que Colombo descobriu a América e também o ano em que os mesmos reis reconquistaram Granada aos muçulmanos (o seu último reduto na Península Ibérica). Emilio Sala, 1889

A pena mais leve imposta aos marranos era o confisco dos seus bens. Os Reis Católicos, Isabel e Fernando, precisavam de receitas, e a perseguição movida aos hereges por Torquemada era uma fonte de renda que interessava ao Estado.[carece de fontes?] Isabel e Fernando eram "protetores da Igreja e defensores da fé". Torquemada, no afã de obter dos reis católicos a expulsão definitiva de todos os judeus, promoveu em 1490 um julgamento-espetáculo, onde as vítimas foram oito judeus acusados de praticar rituais satânicos de crucificação de crianças cristãs. Pressionados pelo clima de intolerância, Fernando e Isabel publicaram, em 31 de março de 1492, seu Édito de Expulsão: "Decidimos ordenar a todos os ditos judeus, homens e mulheres, que deixem nossos reinos e jamais retornem a eles." Foi concedido aos judeus que permanecessem até julho na Espanha. A partir daí, os que fossem encontrados seriam mortos. Muitos fugiram para Portugal ou Norte da África, onde enfrentaram mais perseguições; alguns, sem alternativa, permaneceram na Espanha como "judeus ocultos". A ação de Torquemada trouxe-lhe resistências, as quais chegaram ao Papa Alexandre VI, tendo este, por Breve de 23 de junho de 1494, nomeado quatro adjuntos com iguais poderes, visando limitar a ação de Torquemada. Em 1484 redigiu uma Instrução, opúsculo que propunha normas e procedimentos para os processos inquisitoriais, inspirando-se em trâmites já usuais na Idade Média. Foi publicada uma atualização em 1490 e outra em 1498.[carece de fontes?]

### Morte
Após quinze anos como Grande Inquisidor da Espanha, Torquemada morreu no mosteiro de São Tomás de Aquino, em Ávila, em 1498, e foi enterrado lá. Sua tumba foi saqueada em 1832 - apenas dois anos antes da Inquisição ter sido finalmente dissolvida. Seus ossos foram supostamente roubados e ritualmente incinerados como se fosse um auto de fé.[carece de fontes?]

### Questão dosangre limpia
Como muitos espanhóis, Torquemada tinha ancestralidade judaica: o historiador contemporâneo Hernando del Pulgar, ressaltou que o antepassado de Torquemada, Alvar Fernández de Torquemada tinha casado com uma primeira geração de judeus convertidos.[carece de fontes?]